# 亚东灌树蛙
亚东灌树蛙（学名：Raorchestes yadongensis），一种于中国西藏自治区亚东县下司马镇发现的两栖动物，隶属于树蛙科灌树蛙属。